# Gol!
Gol! (izvirno Goal!, v ZDA poznan pod naslovom Goal! The Dream Begins) je športni film iz leta 2005, ki ga je režiral Danny Cannon. Gre za prvi del trilogije Gol!. Film je nastal s polnim sodelovanjem Fife, tako da v njem ob osnovni igralski zasedbi nastopa še kopica priznanih nogometašev iz resničnega življenja, med drugim David Beckham, Zinedine Zidane in Raúl González. Film govori o revnem mehiškem fantu Santiagu Muñezu (igra ga Kuno Becker), ki se s pomočjo bivšega nogometaša Glena Foya (igra ga Stephen Dillane) prebije v člansko postavo angleškega prvoligaškega kluba Newcastle. Drugi del trilogije, Goal! 2: Living the Dream..., je izšel februarja 2007, medtem ko je tretji del z naslovom Goal! 3: Taking on the World premiero doživel junija 2009.

## Vsebina
Santiago Muñez (igra ga Kuno Becker) je revni mehiški mladenič, ki se je z družino po nezakonitem prečkanju mehiško-ameriške meje ustalil v Los Angelesu. Santiago si kruh služi z vrtnarjenjem in kuhanjem v kitajski restavraciji. V prostem času igra za lokalno nogometno ekipo, v kateri je daleč najboljši igralec. Njegova največja želja je, da bi se dostojno preživljal z igranjem nogometa. Glede na to, da igra za ekipo amaterjev v krajevni ligi, je kariera profesionalnega nogometaša zanj težko uresničljiva.
Nekega dne ga nato opazi Glen Foy (igra ga Stephen Dillane), bivši nogometaš Newcastla in nogometni skavt, ki se preživlja kot avtomehanik. Glen je nad Santiagovo igro tako navdušen, da mu priskrbi preizkus pri Newcastle Unitedu, ki ga je ravno tedaj okrepil nov igralec po imenu Gavin Harris (igra ga Alessandro Nivola). Ker Santiago nima denarja za pot v Anglijo, si najde nekaj manjših zaposlitev. Ko končno zbere dovolj denarja za pot, spozna, da mu je ves denar vzel oče in z njim kupil poltovornjaka. Oče je njegovi nogometni karieri in selitvi v Anglijo sicer že ves čas nasprotoval, saj je želel Santiaga in z njim voditi lastno vrtnarsko firmo. Santiagove sanje se razblinijo le za trenutek, saj mu v bran priskoči babica in mu brez očetove vednosti posodi dovolj denarja za pot do Newcastla.
Glen Santiaga ob prihodu na otok toplo sprejme in kmalu napoči čas za preizkus. Direktor da mehiškemu talentu možnost le na enem treningu, na katerem Santiago živčen, zdelan od dolgega potovanja in nevajen angleškega vremena in igranja v blatu poči pod pritiskom. V klubu ga seveda ne vzamejo, a se zanj vnovič potegne Glen in pri direktorju izbaranta nov, tokrat enomesečni preizkus. Santiago v klubu spozna prikupno medicinsko sestro Roz Harmison (igra jo Anna Friel) in ji med rutinskim pregledom zamolči respiratorne težave - boleha namreč za astmo in tako pred vsako tekmo uporabi inhalator. Ko mu eden od soigralcev pred tekmo stopi na inhalator in ga razlomi, Santiago ne dobi svoje inhalacijske doze in celotno tekmo odigra zmeden in zadihan. Trener nad njegovo predstavo seveda ni navdušen in ga izpusti iz moštva.
Santiago se tako že sprijazne z usodo, ko na poti na letališče naleti na okrepitev Newcastla Gavina Harrisa. Z njim se spoprijatelji in mu pojasni situacijo, Harris ga tako odpelje k direktorju. Tam Santiago položi vse karte na mizo in direktor ga končno le sprejme v klub, na naslednji tekmi dobi Santiago priložnost že v B ekipi. Tam se hitro ustali v začetni enajsterici in zaradi težav s poškodbami dobi priložnost celo v postavi A ekipe, na tekmi proti Fulhamu. Po poškodbi enega od članov začetne postave sredi srečanja vstopi v igro in z izjemnim prodorom ekipi priigra odločilno enajstmetrovko, ki jo nato uspešno izvede Harris. S slednjim postaneta tesna prijatelja, delita si stanovanje in skupaj obiskujeta nočne klube. Harris, ki je nasploh precej nepriljubljen zavoljo nešportnega življenja in ponočevanja v diskotekah, ga nekoč pripelje v lokal, kjer Santiaga paparaci ujamejo v objemu neke ženske. Fotografija se naslednji dan znajde v tabloidih, kar močno ujezi direktorja. Santiago naleti tudi na neodobravanje punce in obenem doživi šok ob očetovi smrti.
Ko se odpravi domov, se nato na letališču premisli in ostane v Newcastlu. Njegovo odločitev podpre tudi babica in Santiago se tako vrne v klub. Kmalu izve, da ga je trener A ekipe vpoklical za odločilno tekmo prvenstva proti Liverpoolu. Newcastle bi se z zmago proti Liverpoolu uvrstil na četrto mesto, ki pelje v Ligo prvakov. Harris črnobele povede v vodstvo z 1–0, a nato redsi prevzamejo pobudo in do polčasa preko Igorja Bišćana in Milana Baroša spreobrnejo izid v svojo korist, 1–2. Santiago nato napravi prodor po boku in v sredino poda Harrisu, ki z glavo zatrese mrežo. 2–2. Ker remi Newcastlu ne prinaša četrtega mesta in Lige prvakov, se črnobeli vse bolj osredotočijo na dosego tistega morebitnega tretjega zadetka.
Newcastle krčevito napada, a ne uspe zabiti gola in nekaj minut pred koncem ima Santiago v nogah prosti strel z roba kazenskega prostora. Ker je pozicija dejansko bližje kotni zastavici kot točki enajstih metrov, vsi pričakujejo podajo v prostor. Santiago se namesto tega odloči kar sam udariti na vrata in z lobom prekrasno ukani Liverpoolovega čuvaja mreže. Izid je 3–2, navijači na tribunah zapadejo v evforijo in sodnik zapiska konec, Santiago pa postane junak dneva. Ob koncu tekme ga iz Los Angelesa pokličeta babica in bratec, ki mu povesta, da sta spremljala tekmo in da ga je na prejšnji tekmi s Fulhamom videl že njegov oče, ki da je tekmo s ponosom na obrazu spremljal v bližnji pivnici. Santiago novico sprejme z jokom sreče. Kariero se odloči nadaljevati pri Newcastlu, njegov menedžer postane Glen.

## Igralska zasedba

### Osnovna igralska zasedba
| - Kuno Becker - Santiago Muñez - Alessandro Nivola - Gavin Harris - Stephen Dillane - Glen Foy - Anna Friel - Roz Harmison - Tony Plana - Santiagov oče - Marcel Iures - Erik Dornhelm - Kieran O'Brien - Hughie McGowan - Sean Pertwee - Barry Rankin | - Míriam Colón - Mercedes Muñez - Cassandra Bel - Christina - Alejandro Tapi - Júlio - Kate Tomlinson - Val - Jake Johnson - Tom - Zachary Johnson - Rory - Jorge Cervera - Cesar |

Vir:

### Gostje iz resničnega življenja
V filmu je v manjših vlogah nastopilo veliko znanih figur iz sveta nogometa.
| - Zinedine Zidane - David Beckham - Raúl González - Alan Shearer - Martin Tyler - Shay Given - Sven-Göran Eriksson - Lee Bowyer - Jermaine Jenas - Kieron Dyer - Titus Bramble | - Tomasz Radzinski - Stephen Carr - Jean-Alain Boumsong - Michael Chopra - Rafael Benítez - Milan Baroš - Laurent Robert - Frank Lampard - Joe Cole - Steven Gerrard | - William Gallas - John Arne Riise - Jamie Carragher - Igor Bišćan - Dave Hughes - Patrick Kluivert - Jiří Jarošík - Rob Lee - Shola Ameobi - Howard Webb |

V filmu se je kot navijač Newcastla iz pivnice v Los Angelesu pojavil tudi Brian Johnson, pevec glasbene skupine AC/DC.

## Filmska glasba
Playground Superstar, eno od skladb v filmu, je prispevala alternativna rock skupina Happy Mondays, ki se je s tem vrnila na glasbeno sceno. Kmalu so za namene promocije skladbe posneli še videospot.
Na albumu filmske glasbe so izšle tudi tri skladbe skupine Oasis, ki se jih ne da najti nikjer drugje. Eno od teh treh skladb je Who Put the Weight of the World on My Shoulders?, ki je dejansko priredba pesmi Noela Gallagherja.
Filmska glasba je obsegala tudi predposneto različico pesmi skupine Oasis Cast No Shadow, v kateri je vokal prevzel Noel Gallagher, ostalo je postorila glasbena skupina UNKLE. Na album so vključili še priredbo pesmi Oasisov Morning Glory, ki jo je prispeval Dave Sardy, producent dveh albumov skupine Oasis.